# ByeFelicia
#ByeFelicia es el primer mixtape de la cantante estadounidense de R&B-pop Jordin Sparks. El mixtape se anunció a principios de noviembre de 2014. #ByeFelicia es el primer lanzamiento desde su segundo álbum, Battlefield en 2009. El mixtape fue lanzado el 25 de noviembre de 2014 como precursor del tercer álbum de Sparks Right Here Right Now (2015), y presentó fragmentos de nuevas canciones, incluidas algunas que se incluirán en Right Here Right Now.

## Antecedentes
Desde 2010, se rumoreaba que Sparks estaba trabajando en su tercer álbum de estudio que sería lanzado por RCA Records. Después de experimentar múltiples retrasos en el lanzamiento, así como dos cambios de sello, Sparks anunció el 24 de noviembre que lanzaría un mixtape el 25 de noviembre. Antes de cualquier anuncio oficial anuncios, el ejecutivo del sello de Sparks, Salaam Remi organizó una presentación musical con Sparks. Sparks presentó tres canciones, dos de las cuales fueron interpretadas en vivo. Sparks anunció que esta sería la primera vez que tocaría música nueva para gente fuera de la industria.
Después del showcase, Sparks anunció que el primer sencillo de su próximo esfuerzo se lanzaría en un período de dos semanas. El anuncio de Sparks a Lance Bass generó especulaciones de que el sencillo se lanzaría el 18 de noviembre de 2014. La canción "How Bout Now", un remix de la misma canción de Drake aborda la relación anterior del cantante con su colega cantante estadounidense Jason Derulo.
Al final de la última pista "11:11 (Wish)", Sparks anuncia que su tercer álbum de estudio Right Here Right Now se lanzará a principios de 2015.

## Sencillos
"It Ain't You" se lanzó oficialmente independientemente del mixtape. Una nueva versión de la canción debutó en el canal Vevo de Sparks el 2 de diciembre de 2014. Esta versión difería de la producción de la versión mixtape, así como la inclusión de algunas adiciones vocales. La canción estuvo disponible para descarga digital el 16 de diciembre de 2014.

## Lista de Canciones
| N.º   | Título                      | Producer(s)                         | Duración |  |
| 1.    | «Work from Home»            | Salaam Remi LALeakers               | 4:58     |  |
| 2.    | «It Ain't You»              | DJ Mustard                          | 3:23     |  |
| 3.    | «Gasoline»                  | Remi LALeakers                      | 1:15     |  |
| 4.    | «Right Here, Right Now»     | Remi LALeakers                      | 2:17     |  |
| 5.    | «How Bout Now (Remix)»      | Remi LALeakers Boi-1da Jordan Evans | 3:25     |  |
| 6.    | «They Don't Give»           | Remi LALeakers                      | 2:00     |  |
| 7.    | «Left, Right»               | Crada                               | 1:17     |  |
| 8.    | «Double Tap» (con 2 Chainz) | Jonas Jeberg                        | 4:49     |  |
| 9.    | «11:11 (Wish)»              | Remi                                | 2:28     |  |
| 25:52 |                             |                                     |          |  |